# Aston Martin DB3
Der Aston Martin DB3 ist ein Sportroadster, der 1951 bei Aston Martin ausschließlich für den Renneinsatz entwickelt wurde. Er ersetzte die drei für den Renneinsatz umgebauten Exemplare des Modells DB2, die zuletzt 1951 in Le Mans eingesetzt waren.

## Überblick
Wie sein Vorgänger hat der DB3 einen 6-Zylinder-Reihenmotor von Lagonda mit 2 obenliegenden Nockenwellen und 2580 cm³ Hubraum. Allerdings entwickelte der Motor hier mit 3 Weber-Vergasern 140 bhp (103 kW) bei 5200/min. 1953 wurde das Modell eingestellt.
Ab 1955 gab es den Aston Martin DB3/S. Auch er war als reines Rennfahrzeug ausgelegt und hatte einen 6-Zylinder-DOHC-Motor mit 2922 cm³ Hubraum. Mit den 3 Weber-Vergasern entwickelte der Motor 180 bhp (132 kW); die Version mit 3 Solex-Vergasern hatte 210 bhp (154 kW). Die Karosserie war kleiner als die des Vorgängermodells.
1956 löste der Aston Martin DBR1/300 den DB3/S ab. Der wieder etwas größere Wagen hatte den Motor des Vorgängers, der mit 3 Weber-Vergasern 265 bhp (195 kW) entwickelte. 